# مقاطعة مارشال (ميسيسيبي)
مقاطعة مارشال هي مقاطعة في مسيسيبي، في الولايات المتحدة، بلغ عدد سكانها 37,144  نسمة وذلك حسب إحصائيات سنة 2010، عاصمتها هولي سبرينغز، تبلغ مساحتها 1,838 كيلومتر مربع.

## الموقع
تشترك في الحدود مع:
- مقاطعة فاييت
- مقاطعة لافاييت.

## التقسيمات الإدارية
- هولي سبرينغز.